# Xenocranium pileorivale
Lo xenocranio (Xenocranium pileorivale) è un mammifero estinto, appartenente ai paleanodonti. Visse alla fine dell'Eocene superiore (circa 35 - 33 milioni di anni fa) e i suoi resti fossili sono stati ritrovati in Nordamerica.

## Descrizione
Questo animale aveva un aspetto davvero bizzarro, a causa di alcune specializzazioni craniche e dello scheletro. L'intero animale non doveva raggiungere i 20 centimetri di lunghezza. Il cranio e la mandibola di Xenocranium erano molto simili a quelli del più noto Epoicotherium. Tuttavia, Xenocranium si differenziava da quest'ultimo per le maggiori dimensioni e per il muso ancor più depresso, appiattito, espanso anteriormente e con l'apice rivolto verso l'alto, probabilmente a sorreggere una struttura cornea o carnosa. L'occipite era molto elevato ed estremamente allargato. L'orbita era priva di processo postorbitale, mentre le bolle timpaniche erano allungate trasversalmente e sporgenti al di sotto della base cranica. Erano inoltre presenti espansioni bulbose dell'osso squamoso, esterne alle bolle timpaniche e al termine posteriore dell'arcata zigomatica. I denti erano semplici e a forma di piolo, privi di smalto; erano presenti un incisivo, un canino e cinque postcanini. Il canino era molto più grande degli altri denti.  
Le specializzazioni postcraniche di Xenocranium includevano l'estrema robustezza degli arti anteriori e, soprattutto, la sinostosi delle vertebre cervicali dalla 2 alla 5. Le zampe anteriori erano estremamente robuste, così come il cinto pettorale. La scapola possedeva una spina alta e robusta con un acromion bifido, una "spina secondaria" e una fossa postscapolare espansa, per l'inserzione del muscolo teres major. L'omero era dotato di una cresta pettorale allungata, una tuberosità minore espansa un entepicondilo lungo e una cresta supinatrice a forma di uncino. L'ulna era caratterizzata da un olecrano enorme e ricurvo, che garantiva l'inserzione di massicci tricipiti e il punto d'origine per i flessori carpali e delle dita. Questi ultimi ottenevano un ulteriore vantaggio meccanico dall'inserimento nel loro tendine di un grande osso sesamoide. La mano era estremamente corta, e il terzo dito era il più grande, con metacarpo e falange prossimale fusi e la falange ungueale (dotata di un grande artiglio) molto ingrandita. In sostanza, lo scheletro di Xenocranium era il più specializzato per uno stile di vita fossorio tra tutti i paleanodonti noti.

## Classificazione
Xenocranium è considerato il membro più specializzato tra gli Epoicotheriidae, una famiglia di paleanodonti i cui rappresentanti dovevano assomigliare alle odierne talpe. Xenocranium pileorivale venne descritto per la prima volta da Edwin Colbert nel 1942, sulla base di resti fossili rinvenuti in Wyoming in terreni attribuiti inizialmente all'Oligocene inferiore, ma che successivamente sono stati attribuiti all'Eocene terminale. Altri fossili sono stati rinvenuti in terreni coevi sempre dello Wyoming e del Nebraska e sono stati studiati in dettaglio da Rose ed Emry nel 1983.

## Paleoecologia
Epoicotherium e Xenocranium erano animali estremamente specializzati, molto adatti a scavare nel terreno in modo rapido ed efficace. La loro notevole convergenza evolutiva con le talpe dorate africane (in particolare per quanto riguarda il cranio) rifletterebbe un modo simile di scavare, usando il muso a forma di badile per ammorbidire il terreno e sollevare il terriccio. Per lo scavo in profondità, Epoicotherium usava le zampe anteriori estremamente robuste, mentre le zampe posteriori venivano usate per gettare il terreno all'indietro. Come molti animali sotterranei attuali, Epoicotherium era probabilmente cieco o quasi, ma era specializzato per la ricezione di suoni a bassa frequenza. L'estinzione di questi animali potrebbe essere stata una combinazione di mutamenti climatici e l'apparizione di altri animali scavatori, come gli insettivori proscalopini o gli anfisbenidi rineuridi (Rose ed Emry, 1983).